# 宋南香
宋南香（송남향，1996年5月6日—），朝鮮女子跳水運動員。她曾參與2014年的仁川亞運會，並取得女子10米雙人高台的銅牌。翌年，她在世界游泳錦標賽中與金恩香取得雙人10米高台的銀牌，從而獲最高人民會議授予「功勛體育人」稱號。

## 資料來源
1. ↑  "The official result of 2014 Asian Games" （页面存档备份，存于） Incheon2014ag.org 2014 9 30
2. ↑  ""The official result of 2015 World Aquatics Championships" （页面存档备份，存于） Omegatiming.com 2015 7 27
3. ↑  "游泳世锦赛金牌运动员和教练被授予人民体育人称号" 《朝鮮中央通訊社》 2015 8 6